# Mieć czy być (singel)
Mieć czy być – pierwszy singel zespołu Myslovitz z płyty Happiness Is Easy, wydany w kwietniu 2006 roku.
O pomoc przy wyborze pierwszego singla promującego nową płytę zespół poprosił swoich fanów. To oni wybrali Mieć czy być spośród 6 nowych utworów, by jako pierwszy promował płytę Happiness Is Easy.
Utwór utrzymany jest w tonacji e-moll, w tempie 138 BPM, w metrum 4/4. Zwrotki oparte są na progresjach Em–C–G–Em, Em–C–G–D, refren – Am–C–G–D, Am–C–Em. W utworze gościnnie wystąpił producent albumu, Maciej Cieślak (instrumenty klawiszowe).

## Twórcy
- Artur Rojek – wokal, gitara,
- Wojtek Kuderski – perkusja,
- Jacek Kuderski – gitara basowa,
- Wojtek Powaga – gitara,
- Przemek Myszor – gitara,
- Maciej Cieślak – producent, instrumenty klawiszowe.

## Lista utworów
- „Mieć czy być” (3:12)